# رولاند دياز
رولاند دياز هو كاتب سيناريو ومخرج كوبي، ولد في 13 أغسطس 1947 في هافانا في كوبا.

## وصلات خارجية
- رولاند دياز على موقع IMDb (الإنجليزية)
- رولاند دياز على موقع ألو سيني (الفرنسية)
- رولاند دياز على موقع أول موفي (الإنجليزية)
- رولاند دياز على موقع قاعدة بيانات الأفلام السويدية (السويدية)
- رولاند دياز على موقع قاعدة بيانات الفيلم (الإنجليزية)
- رولاند دياز على موقع كينوبويسك (الروسية)